# 3,4-dimetilhexano
El 3,4-dimetilhexano es un alcano de cadena ramificada con fórmula molecular C8H18.